# Numantia
Numantia (Spaans: Numancia) was in de oudheid een Keltiberische nederzetting in wat nu Noord-Spanje is. De overblijfselen van Numantia bevinden zich op de heuvel Cerro de la Muel in de gemeente Garray, zo'n 7 kilometer ten noorden van de stad Soria.
Voorwerpen uit Numantia worden tentoongesteld in het Museo Numantino in Soria. Het museum stelt ook vondsten tentoon in Numantia zelf.
Miguel de Cervantes schreef een toneelstuk over de Romeinse belegering van Numantia, El cerco de Numancia (1582). Carlos Fuentes schreef een kort verhaal over de belegering in El naranjo (1994). Verschillende Spaanse marineschepen zijn vernoemd naar Numantia, waaronder de Numancia (1863), het eerste ironclad-schip dat rond de wereld voer. De voetbalclub CD Numancia in Soria is vernoemd naar Numantia.

## Geschiedenis

### Oudheid
Numantia was een oppidum bovenop een heuvel langs de Douro, op een plek waar de rivier kon worden overgestoken. Volgens Plinius de Oudere was het een nederzetting van de Pelendones, maar anders historici zoals Strabo en Ptolemaeus schreven de nederzetting toe aan een andere Keltiberische stam, de Arevaci. Halverwege de 3e eeuw v.Chr. vormden de Arevaci een verbond met een aantal andere Keltiberische stammen: de Lusones, Belli en Titii. Numantia was de hoofdplaats van deze federatie.
Numantia speelde een belangrijke rol bij de Romeinse verovering van het Iberisch schiereiland. De laatste fase van de Keltiberische Oorlogen (181-133 v.Chr.) tussen de Romeinse Republiek en Keltiberische stammen wordt ook wel de Numantijnse Oorlog (154-133 v.Chr.) genoemd, naar Numantia.
Rome stuurde een reeks generaals naar Spanje om de Keltiberiërs te verslaan, maar geen van hen wist Numantia in te nemen. Numantia wist zelfs een aantal overwinningen te behalen. In 137 v.Chr. bijvoorbeeld gaven 20.000 Romeinse soldaten zich over aan de Keltiberiërs.
In 134 v. Chr. werd Scipio Aemilianus naar Spanje gestuurd om een einde te maken aan de oorlog. Hij legde zeven forten rond Numantia aan en belegerde de stad. Na 8 maanden van uithongering en totale verwoesting van de stad, gaven de laatste inwoners zich over. De meeste inwoners hadden zelfmoord gepleegd in plaats van zich over te geven. Het laatste verzet tegen de Romeinen op het Iberisch schiereiland was hiermee gebroken. Als dank kreeg Scipio Aemilianus het agnomen Numantinus.
Numantia bleef bestaan als Romeinse nederzetting, met rechte straten maar zonder grote publieke gebouwen. Er zijn nog Romeinse voorwerpen uit de 4e eeuw n.Chr. aangetroffen. Gevonden voorwerpen uit de 6e eeuw duiden er op dat de plaats veroverd werd door de Visigoten.

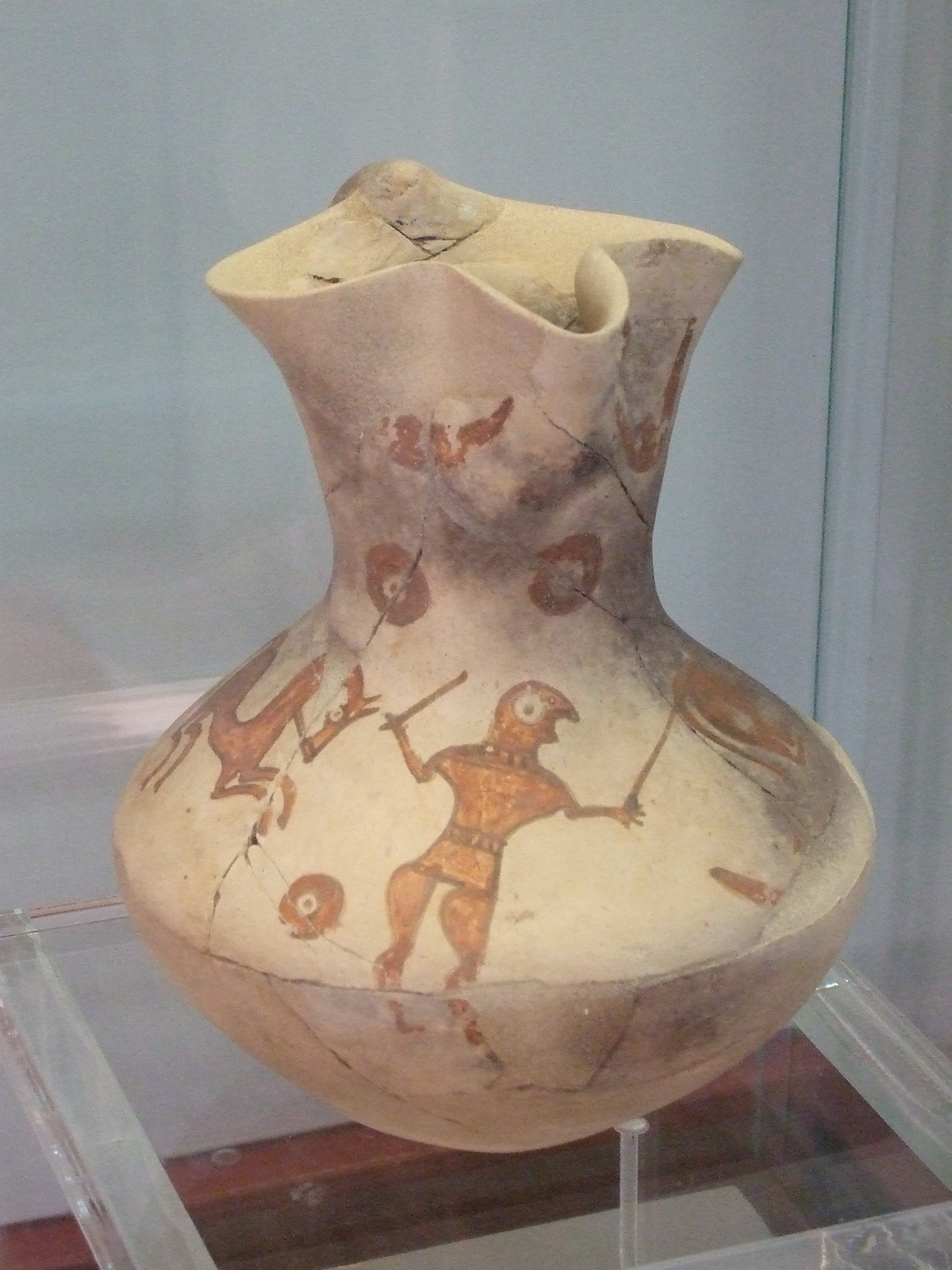
Kruik, 1e eeuw v.Chr., Museo Numantino
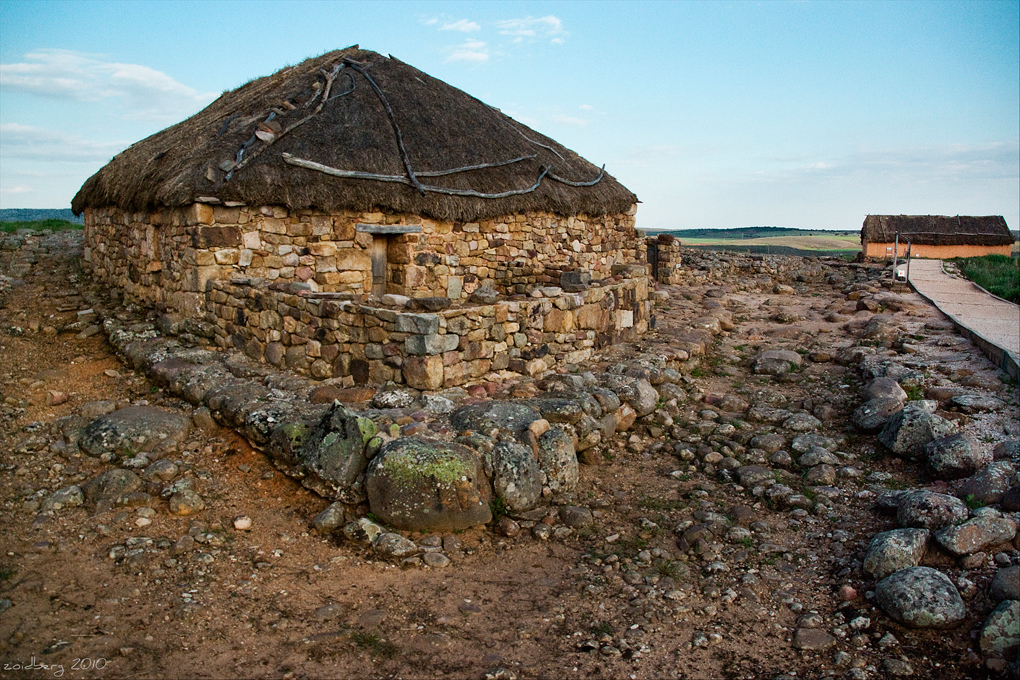
Reconstructie van een Keltiberische woning in Numantia

### Moderne tijd
De exacte locatie van Numantia ging verloren. Pas in 1860 werd de locatie in Garray geïdentificeerd door de Spaanse archeoloog, ingenieur en architect Eduardo Saavedra. In 1882 werden de overblijfselen van Numantia tot nationaal monument verklaard. De Duitse archeoloog Adolf Schulten leidde een archeologische opgraving van Numantia in 1905-1912, waarbij onder meer de zeven forten van Scipio Aemilianus gevonden werden.
In 1999 kregen Numantia en de omringende Romeinse forten de nationale monumentstatus zona arqueológica. In 2008 werd een petitie georganiseerd om Numantia te laten opnemen op de Werelderfgoedlijst van UNESCO, zodat het omringende landschap beschermd kan worden tegen oprukkende landbouw- en industrie-activiteiten.